# Bola 10

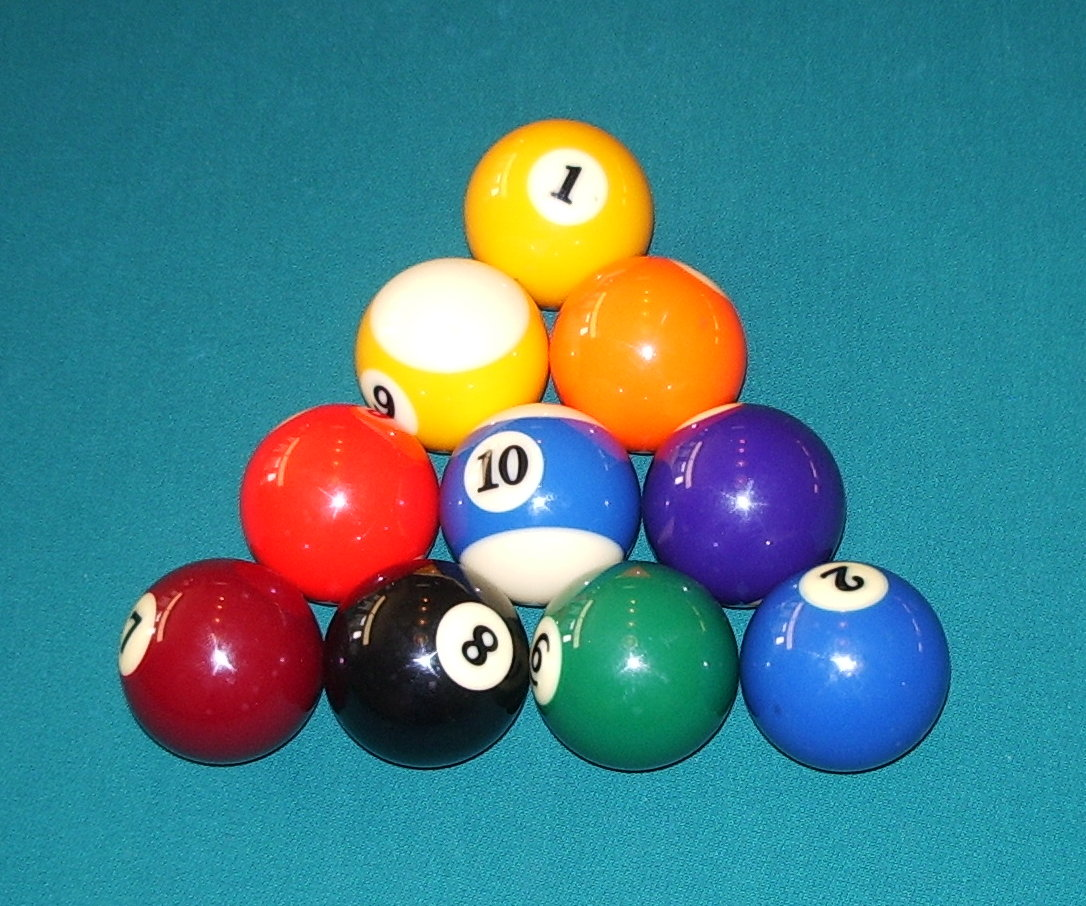

O Bola 10 é um jogo de Pool, uma das vertentes do Bilhar e é normalmente jogado em mesas de 9 pés. É composto por 11 bolas, sendo que uma é branca e as outras são coloridas. Utiliza-se um taco de bilhar e a finalidade é tacar a bola branca e com esta acertar na bola colorida com o número mais baixo que estiver em cima da mesa de bilhar e encestá-la. A finalidade última do jogo é encestar a Bola número 10 e esta pode ser encestada a meio do jogo com a carambola da bola de ordem para a bola. O que diferencia este jogo do Bola 9 é a necessidade de se anunciar a bola e o cesto para o qual se pretende jogar, vulgo, anunciar a bola.